# سریر (پهپاد)

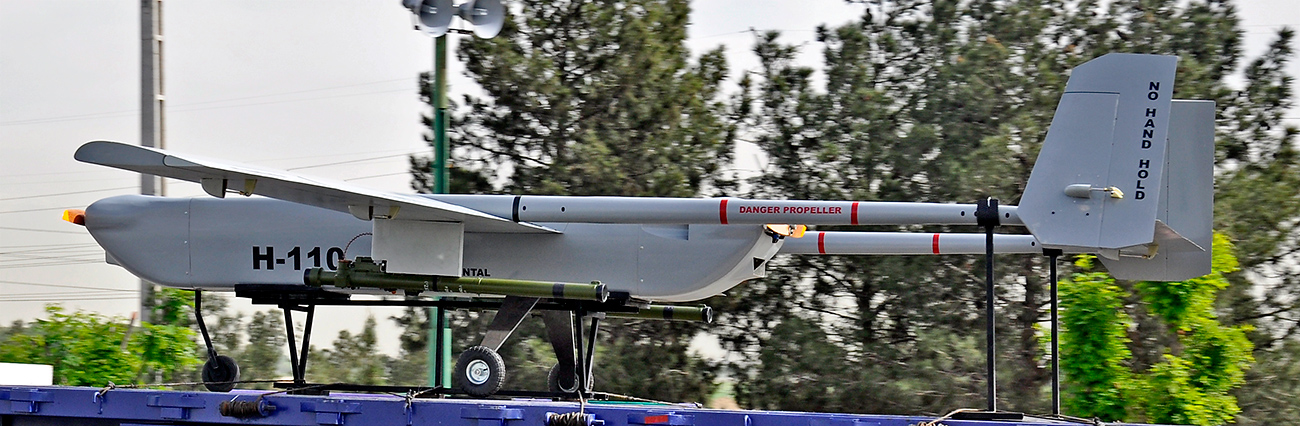
پهپاد سریر (H-110) در جریان رژهٔ روز ارتش - ۲۹ فروردین ۱۳۹۲

سریر (H-110) یک پهپاد ساخت نیروهای مسلح جمهوری اسلامی ایران است. از این پهپاد در جریان رژه روز ارتش در تاریخ ۲۹ فروردین ۱۳۹۲ رونمایی شده‌است.

## خصوصیات
پهپاد سریر ضد اشعه می‌باشد و دارای برد بلند، طول عمر بالا و قابلیت حمل سلاح و دوربین است. به گفته امیر فرزاد اسماعیلی از جمله ویژگی‌های این پهپاد قابلیت سرعت‌گیری و پنهان‌کاری است. به گفته وی این هواپیما توانایی بالایی در کشف و استفاده علیه اهداف مورد نظر و نیز تصویربرداری از مواضع دارد.